# Anoba anguliplaga
Anoba anguliplaga là một loài bướm đêm trong họ Erebidae.